# أندرياس ماورر (سياسي)
أندرياس مورر (بالألمانية: Andreas Maurer)‏ هو سياسي نمساوي، ولد في 7 سبتمبر 1919 في Trautmannsdorf an der Leitha ‏ في النمسا، وتوفي بنفس المكان في 25 أكتوبر 2010. نشط حزبياً في حزب الشعب النمساوي. وقد انتخب عضو مجلس الشورى الموحد النمسا السفلى.